# Старе Модзеле
Старе Модзеле (пол. Stare Modzele) — село в Польщі, у гміні Ломжа Ломжинського повіту Підляського воєводства.
Населення — 281 особа (2011).
У 1975-1998 роках село належало до Ломжинського воєводства.

## Демографія
Демографічна структура станом на 31 березня 2011 року:
|          | Загалом | Допрацездатний вік | Працездатний вік | Постпрацездатний вік |
| -------- | ------- | ------------------ | ---------------- | -------------------- |
| Чоловіки | 133     | 30                 | 89               | 14                   |
| Жінки    | 148     | 32                 | 74               | 42                   |
| Разом    | 281     | 62                 | 163              | 56                   |